# خانواده سرخوش (نقاشی)

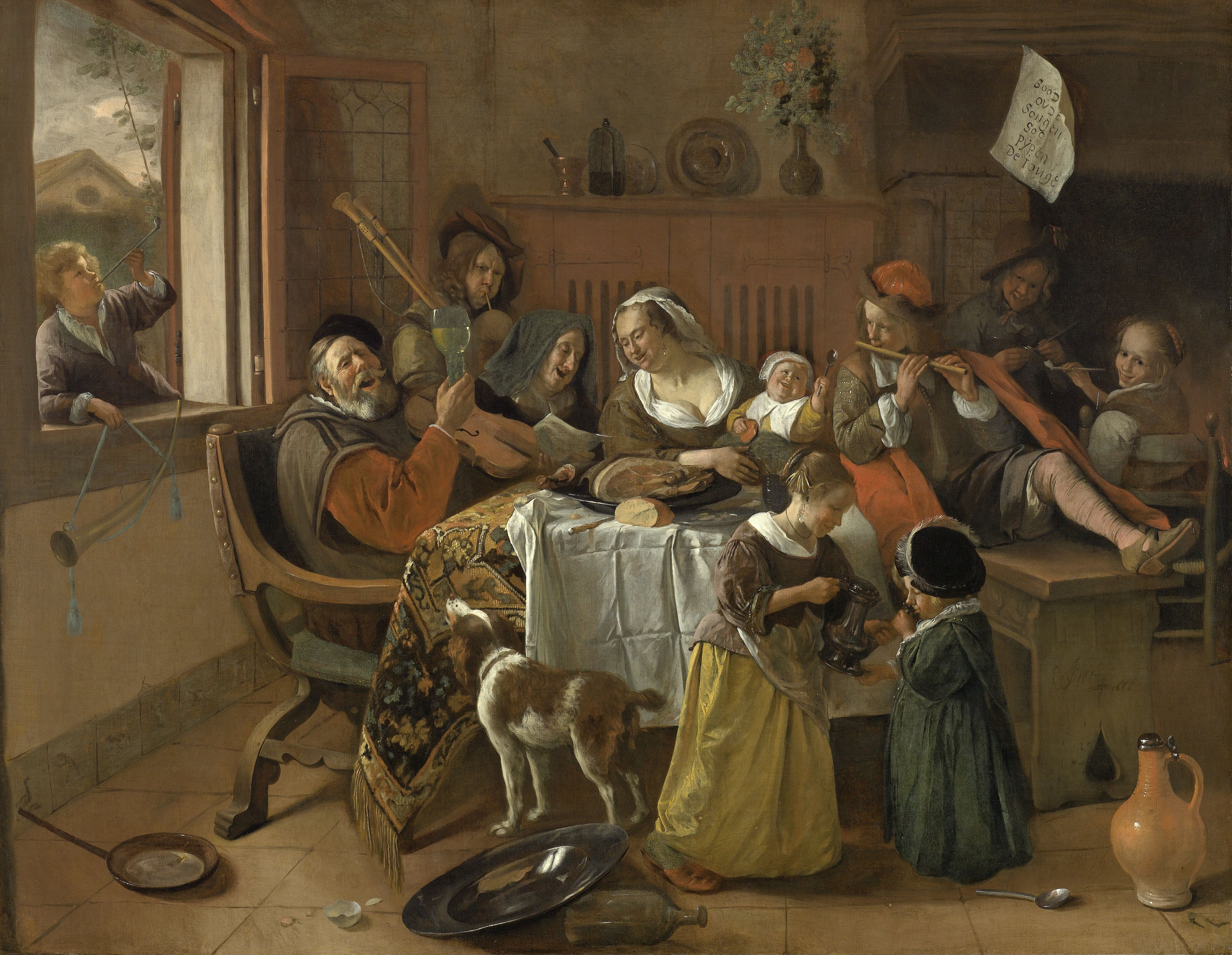

خانواده سرخوش (به هلندی: Het vrolijke huisgezin) یا سالخوردگان خواندند و جوان‌ها نی‌زدند (Soo de ouden songen, pijpen de jongen) یک نقاشی اثر یان استین است. یان این نقاشی را در سال ۱۶۶۸ میلادی کشید و امروزه در موزه ملی آمستردام نگهداری می‌شود.